# 赫連璝
赫連璝（？—424年），中国五胡十六国时代夏國开国皇帝赫连勃勃的長子。414年，他被父亲册封为太子，三弟赫連昌為太原公，四弟赫连伦為酒泉公，五弟赫连定为平原公。424年，赫连勃勃想废黜太子赫連璝，改立赫连伦為太子。赫連璝听到这个消息，立即率兵七万人北上进攻赫连伦。赫连伦率兵三万人迎击，双方在高平大战。赫连伦兵败身死。赫连伦的同胞兄太原公赫连昌率骑兵一万袭击赫连璝的大军，斩杀赫连璝，收服了他的八万五千部众，回到国都统万，赫连勃勃封赫连昌为太子。